# Zbiegowiec
Zbiegowiec – część wsi Małogoskie w Polsce, położona w województwie świętokrzyskim, w powiecie kieleckim, w gminie Strawczyn.
W latach 1975–1998 Zbiegowiec administracyjnie należał do województwa kieleckiego.